# 洛赫維察區

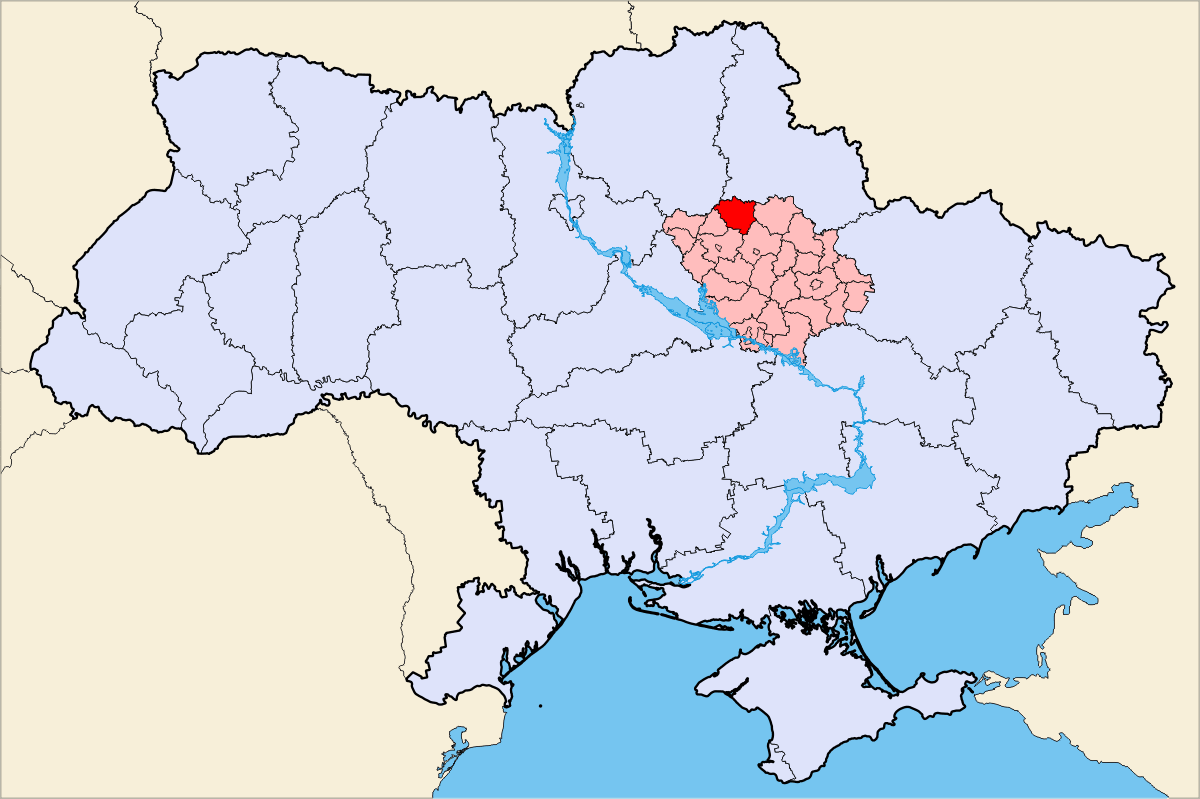

洛赫維察區（烏克蘭語：Лохвицький район）是位於烏克蘭中部波爾塔瓦州的舊區，首府設於洛赫維察，並於2020年被撤銷。該區面積1,300平方公里，2015年人口43,745，人口密度每平方公里33.65人。